# ناجی سویدی

ناجی سویدی (انگلیسی: Naji al-Suwaydi؛ ۱۸۸۲ – ۱۹۴۲) سیاستمدار و نخست‌وزیر عراق بود.